# Edifici d'habitatges al carrer Johann Sebastian Bach, 28 (Barcelona)
L'Edifici d'habitatges al carrer Johann Sebastian Bach, 28 es troba al barri de Sant Gervasi-Galvany de Barcelona, i està catalogat com a bé cultural d'interès local.

## Història
Va ser projectat per l'arquitecte Ricard Bofill i construït entre 1962 i 1963.

## Descripció
Es tracta d'un edifici entre mitgeres en una parcel·la quadrangular i consisteix en una planta baixa, parcialment comercial, entresòl, cinc pisos d'habitatges, un àtic i un sobreàtic.
La planta baixa, una mica reculada de l'eix principal de la façana, té pilars a vista i grans cristalleres per l'accés a l'habitatge, amb una petita obertura secundària per l'entrada del servei. L'entresòl, format per dues grans obertures sense emmarcar i gelosies, no presenta cap cos cap a l'exterior. Les plantes primera a cinquena, tenen una estructura modular on un cos central sobresurt de l'eix de la façana. En aquest cos central s'hi situen les úniques obertures amb balcó de barana de fusta, mentre que la resta respon a gelosies de maó. Per l'àtic i sobreàtic, el mòdul de l'edifici torna a recular i no es perceben bé les seves característiques.
La planta de l'edifici resol amb molta habilitat la ventilació i il·luminació dels habitatges, ja que a causa de la proximitat de la parcel·la a la cantonada del carrer Calvet, les edificacions d'aquest carrer ceguen més de la meitat de la façana posterior. És així com es projecten els habitatges, tot seguint una diagonal, o s'estructura el gran pati de llums que s'obre sobre la façana posterior en el tram lliure d'edificació, permetent rebre directament el sol als dormitoris.